# 小行星8419
小行星8419（英語：8419 Terumikazumi）是一颗围绕太阳公转的小行星。1996年11月7日，上田清二、金田宏在钏路市发现了此天体。
这颗小行星的绝对星等为94.32307584803331等。